# Mekinjak
Mekinjak (Drypis spinosa), ime je za trajnu zeljastu biljku iz porodice klinčićevki (Caryophyllacceae). Mekinjak ima uske oštre listove, te bijele ružičaste cvjetove, nalazi se obično na mjestima bogatim vapnencom. U Hrvatskoj u planinskim krajevima prisutna je podvrsta linnaeana, a u primorskim krajevima podvrsta jacquiniana.

## Podvrste
- Drypis spinosa subsp. jacquiniana Murb. & Wettst.
- Drypis spinosa subsp. spinosa

## Sinonim
- Drypis spinosa subsp. linneana Murb. & Wettst.[1] = Drypis spinosa subsp. spinosa